# Milan Petrović Kvartet
Milan Petrović Kvartet je srpski muzički sastav osnovan 2011. godine u Beogradu.

## Članovi
- Milan Petrović – klavijature
- Dimitrije Mojsijević – bubnjevi
- Lehel Nagy – saksofon
- Robert Gostinčar – bas gitara, kontrabas

## Istorija
Milan Petrović Kvartet postoji je osnovan 24. marta 2011. godine. Marta 2012. godine izašao je prvi autorski album pod nazivom Excursion. Album je rađen sa 38 prijatelja, među kojima su neki od najpoznatijih srpskih džez i bluz muzičara (Vasil Hadžimanov, Dušan Bezuha, Wikluh Sky, Raw Hide, Blue Familly i mnogi drugi). Album je dobio sjajne kritike kako u Srbiji, tako i u okruženju. Naime, ovo je jedan od najbolje recenziranih džez/bluz albuma u 2012. godini, a bio je i u izboru godine portala Popboks.
Do 2013. godine bend je postao jedan od najaktivnijih na domaćoj džez/bluz sceni, svirajući instrumentalni fank, džez, bluz, sa elementima popularne muzike, uz autorske teme, ali i svetski poznate svetske teme u specifičnim aranžmanima.

### Albumi

#### Happiness
Album je objavljen 2024. godine za izdavačku kuću
1. What you have (ft Milan Nikolić)
2. That is what you think is happiness
3. Step to achieve happiness
4. Big mess after reaching happiness
5. New happiness with sadness for the past (ft Branko Marković)
6. The end of the new happiness (ft Ricardo Martinez & Nenad Vasilić)
7. Coming back after living in a dream
8. New reality
9. Starting from zero (ft Vladimir Samardžić)
10. Happy again

#### Emotions
Album je objavljen 2018. godine za izdavačku kuću Metropolis Music.
1. Aero
2. Blue as the sky & sea
3. Friday the 13th
4. Bubbles
5. Robbo walk
6. Another way
7. Deja vu
8. Rain chant
9. Kontraverzny bussinesman
10. Stuck in the elevator

#### Dates
Album je objavljen 2016. godine za izdavačku kuću Metropolis Music.
1. 14.01.2012.
2. 17.01.2014.
3. 27.12.2012.
4. 19.01.2012.
5. 10.06.2011.
6. 19.09.2013.
7. 12.01.2014.
8. 30.05.2012.
9. 22.07.2014.
10. 20.05.2013.

#### Live @ Nišville Jazz festival 2014.
Album je objavljen 2015.

#### High Voltage Studio Sessions Vol.2 Milan Petrović Quartet Live
Album je objavljen 2014.

#### Favorites
Album je objavljen 2013.

#### Excursion
Album je objavljen 2012. SKCNS
1. Amsterdam Central Station (ft Dušan Bezuha)
2. Orient express(ft Wikluh Sky & Blue Familly)
3. Jam in Rome (ft Pace, Darko & Duda)
4. Autumn in London (ft Vasil Hadžimanov & Aca Seltic)
5. Cool swing from Pancevo (ft Ivan Aleksijević & Blue Familly)
6. Belgrade funky time (studio session) (ft Paja)
7. Travelling by Mississipi (ft Zafa)
8. Santorini view (ft Dušan Bezuha & Boris Bunjac)
9. Nuits sous le Toir Eifell (ft Ana Stanić & Dušan Bezuha)
10. Memphis blue nights (ft Raw Hide)
11. Afroman in New York (ft Alberto So Sabi & Dušan Bezuha)
12. Talking about blues & Cuba (ft Vladimir Maričić)

## Spoljašnje veze
- Званични веб-сајт
- Milan Petrović Kvartet на веб-сајту  (језик: енглески)
- Milan Petrović Kvartet на веб-сајту
- Milan Petrović Kvartet на веб-сајту
- interview B92.net
- Jazzin.rs
- tportal.hr